# Гаргждај
Гаргждај (литв. Gargždai, рус. Биржи, пољ. Birże) је град у Литванији, на западу земље. Гаргждај је насеље у оквиру приградског подручја Клајпеде у оквиру округа Клајпеда.
Гаргждај је по последњем попису из 2001. године имао 15.212 становника.